# Georgina Rieradevall i Tarrés
Georgina Rieradevall i Tarrés (Girona, 21 d'abril de 1977) és una política catalana, diputada al Parlament de Catalunya en la X legislatura. És germana de la senadora Maria Rieradevall i Tarrés.

## Biografia
És llicenciada en Dret per la Universitat de Girona i diplomada en educació social per la Universitat de Barcelona. Tanmateix, treballa com a actriu i professora de teatre a escoles d'Osona.
Establerta a Vic i militant de la CUP-AE, fou elegida regidora de l'ajuntament de Vic a les eleccions municipals espanyoles de 2011.
Fou escollida diputada a les eleccions al Parlament de Catalunya de 2012 com a tercera en les llistes de la CUP-AE. La seva elecció va comportar la renúncia al càrrec de regidora, la qual cosa no va estar exempta de polèmica per coincidir amb la votació dels pressupostos municipals.
Integrada al Grup Mixt, ha estat portaveu del grup en la Comissió de Salut. En febrer de 2013 fou la primera diputada de la legislatura (i la sisena en la història del Parlament de Catalunya) que delegà el seu vot en estar de baixa per maternitat. El maig de 2013 va renunciar a l'escó al·legant motius personals i fou substituïda per Isabel Vallet i Sànchez.